# S.V. Concordia
Le S.V. Concordia est un trois-mâts goélette, à coque acier, appartenant au West Island College Canada. Il a été spécialement construit en 1992 pour concourir en Class-Afloat.

## Histoire
Le S.V. Concordia a été construit en 1992, en Pologne sur les chantiers de Szczecin. Il servait de navire-école et participait à de nombreuses Tall Ships' Races.
Il a coulé au large du Brésil le 18 février 2010. Dans une mer très agitée, l'ensemble de l'équipage et des élèves abandonne le navire ; après une quarantaine d'heures dans les canots et radeaux de sauvetage, ils sont récupérés par des navires de commerce et par la marine brésilienne.